# Marchesinia
Marchesinia là một chi rêu trong họ Lejeuneaceae.